# St. Peter und Paul (Wetteborn)

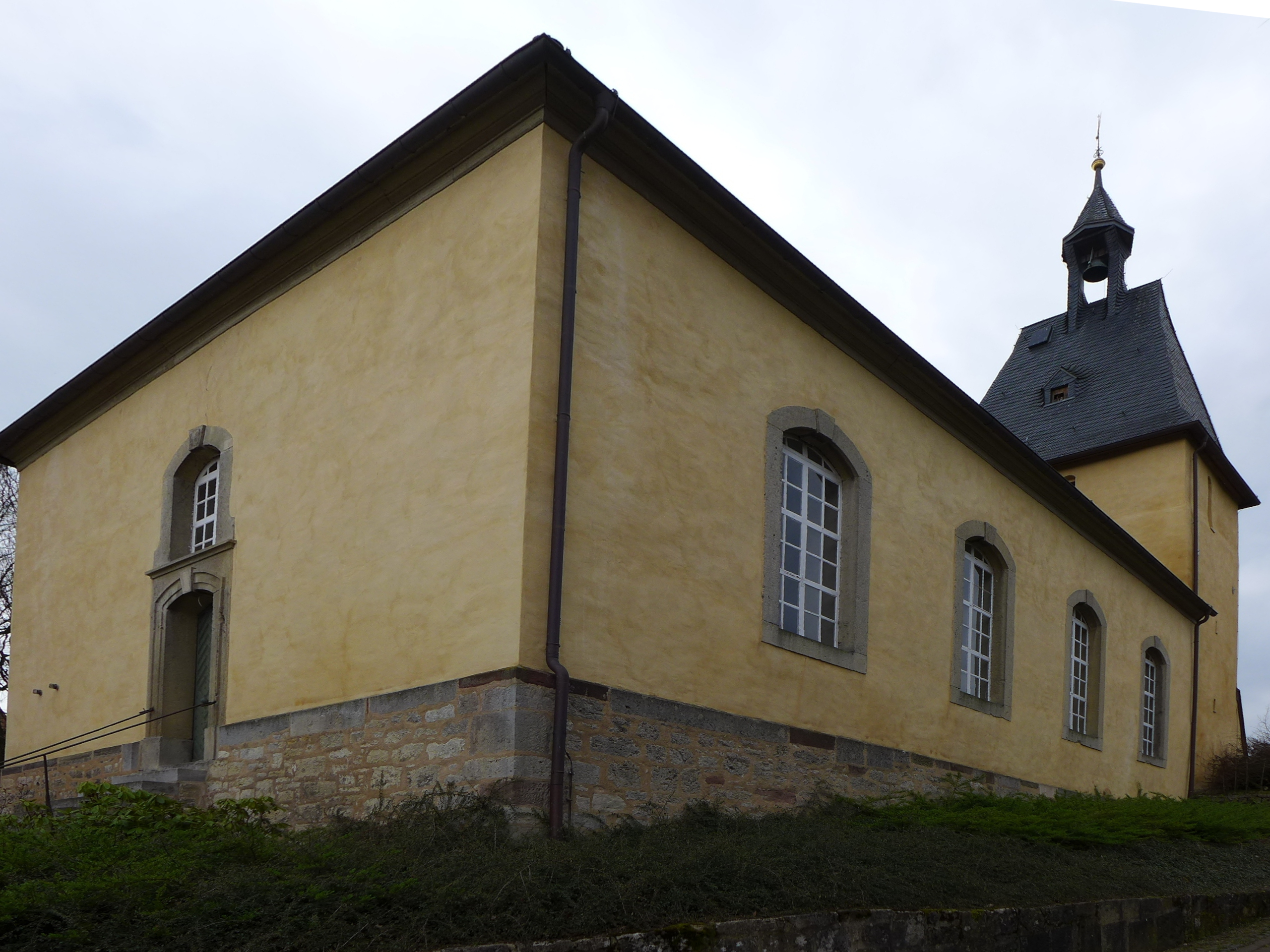
Wetteborn, St. Peter und Paul

Die evangelisch-lutherische denkmalgeschützte Kirche St. Peter und Paul steht in erhöhter Ortslage von Wetteborn, einem Dorf im Ortsteil Landwehr der Gemeinde Freden im Landkreis Hildesheim von Niedersachsen. Die Kirchengemeinde gehört zum Kirchenkreis Hildesheimer Land-Alfeld im Sprengel Hildesheim-Göttingen der Evangelisch-lutherischen Landeskirche Hannovers.

## Beschreibung
Der querrechteckige Kirchturm aus verputzten Bruchsteinen und Ecksteinen ist gotischen Ursprungs. Er ist bedeckt mit einem steilen schiefergedeckten Walmdach, aus dem sich ein Dachreiter für die Schlagglocke erhebt. Das Kirchenschiff, das im Norden mit dem Turm fluchtet, wurde 1746–48 angefügt. Die Gewände der Fenster und Türen bestehen aus Werkstein. Das Erdgeschoss des Turms ist mit einem Kreuzgratgewölbe, der Innenraum des Kirchenschiffs mit einer segmentbogigen Decke überspannt. 
Die Brüstungen der U-förmig angeordneten Emporen aus dem 19. Jahrhundert sind mit Putti bemalt. Zur Kirchenausstattung gehört ein hölzerner Kanzelaltar, den Johann Caspar Käse in der Mitte des 18. Jahrhunderts schuf. Auf dem von doppelten Säulen getragenen Gebälk ist der Auferstandene zu sehen. Über den seitlichen Durchgängen stehen Paulus und Petrus. Der 1745 entstandene Taufengel stammt aus der Werkstatt von Johann Caspar Käse. Die Orgel baute Johann Conrad Müller 1791/1792. Sie wurde um 1870 durch die Firma Furtwängler um ein zweites Manualwerk und selbstständiges Pedal erweitert. 2019 erfolgte eine Restaurierung und Rekonstruktion durch Orgelbau Krawinkel.